# Clypeaster
Clypeaster Lamark, 1801 è un genere di ricci di mare della famiglia Clypeasteridae.

## Etimologia
Il nome del genere Clypeaster deriva dal latino clypeus (scudo rotondo) e aster (stella), con riferimento alla forma di questi organismi.

## Descrizione

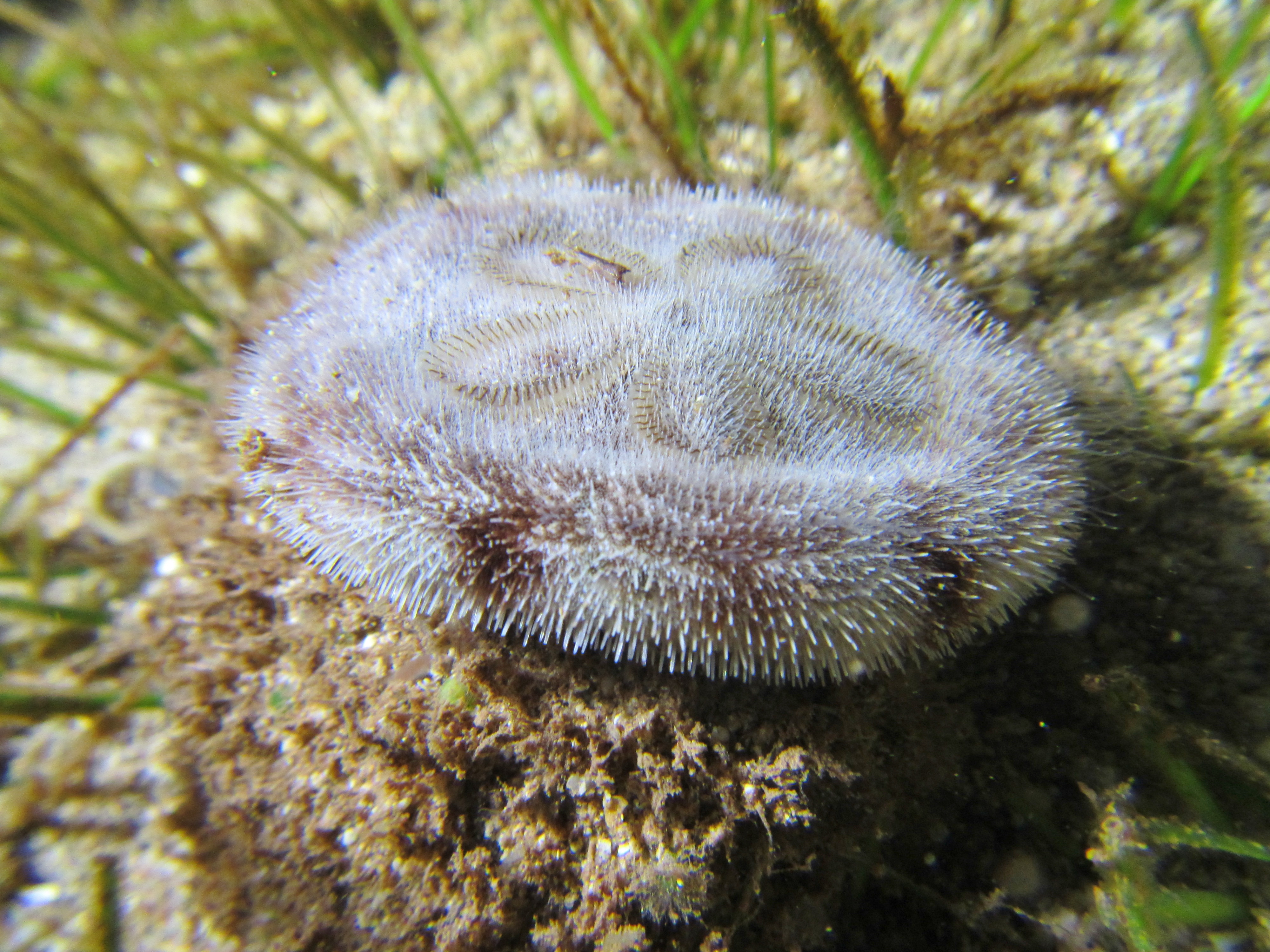
Clypeaster reticulatus

Il genere comprende ricci di mare di forma irregolare con simmetria bilaterale (Bilateria). Il contorno è pentagonale e arrotondato e il corpo è appiattito. Di giorno vivono parzialmente o completamente sepolti nella sabbia in acque basse ed emergono di notte per trarre il nutrimento dal sedimento.

## Tassonomia
Il genere comprende le seguenti specie:
- Clypeaster aloysioi (Brito, 1959)
- Clypeaster amplificatus Koehler, 1922
- Clypeaster annandalei Koehler, 1922
- Clypeaster australasiae (Gray, 1851)
- Clypeaster chesheri Serafy, 1970
- Clypeaster cyclopilus H. L. Clark, 1941
- Clypeaster durandi (Cherbonnier, 1959)
- Clypeaster elongatus H.L. Clark, 1948
- Clypeaster euclastus H. L. Clark, 1941
- Clypeaster europacificus H. L. Clark
- Clypeaster eurychorius H.L. Clark, 1924
- Clypeaster euryptealus H.L. Clark, 1925
- Clypeaster fervens Koehler, 1922
- Clypeaster humilis (Leske, 1778)
- Clypeaster isolatus Serafy, 1971
- Clypeaster japonicus Döderlein, 1885
- Clypeaster kieri Pawson & Phelan, 1979
- Clypeaster lamprus H.L. Clark, 1914
- Clypeaster latissimus (Lamarck, 1816)
- Clypeaster leptostracon A. Agassiz & H.L. Clark, 1907
- Clypeaster lutkeni Mortensen, 1948
- Clypeaster lytopetalus A. Agassiz & H.L. Clark, 1907
- Clypeaster microstomus Lambert, 1912 †
- Clypeaster miniaceus H.L. Clark, 1925
- Clypeaster minihagali Deraniyagala, 1956 †
- Clypeaster nummus Mortensen, 1948
- Clypeaster ochrus H.L. Clark, 1914
- Clypeaster ohshimensis Ikeda, 1935
- Clypeaster oliveirai Krau, 1952
- Clypeaster pallidus H.L. Clark, 1914
- Clypeaster pateriformis Mortensen, 1948
- Clypeaster prostratus (Ravenel, 1848)
- Clypeaster rangianus Desmoulins, 1835
- Clypeaster rarispinus de Meijere, 1903
- Clypeaster ravenelii (A. Agassiz, 1869)
- Clypeaster reticulatus (Linnaeus, 1758)
- Clypeaster rosaceus (Linnaeus, 1758)
- Clypeaster rotundus (A. Agassiz, 1863)
- Clypeaster speciosus Verrill, 1870
- Clypeaster subdepressus (Gray, 1825)
- Clypeaster telurus H.L. Clark, 1914
- Clypeaster tumidus (Tension-Woods, 1878)
- Clypeaster virescens Döderlein, 1885

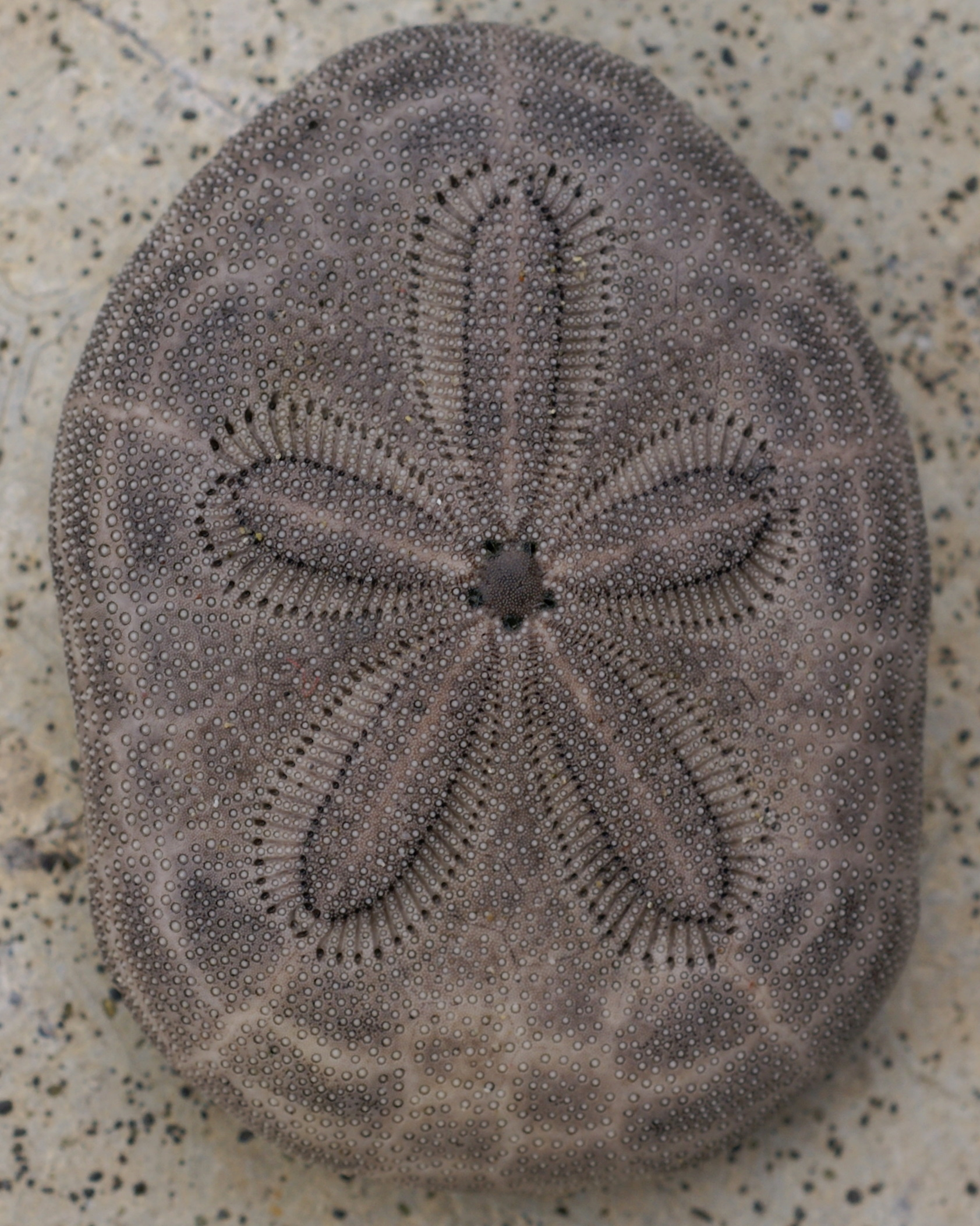
Clypeaster reticulatus.
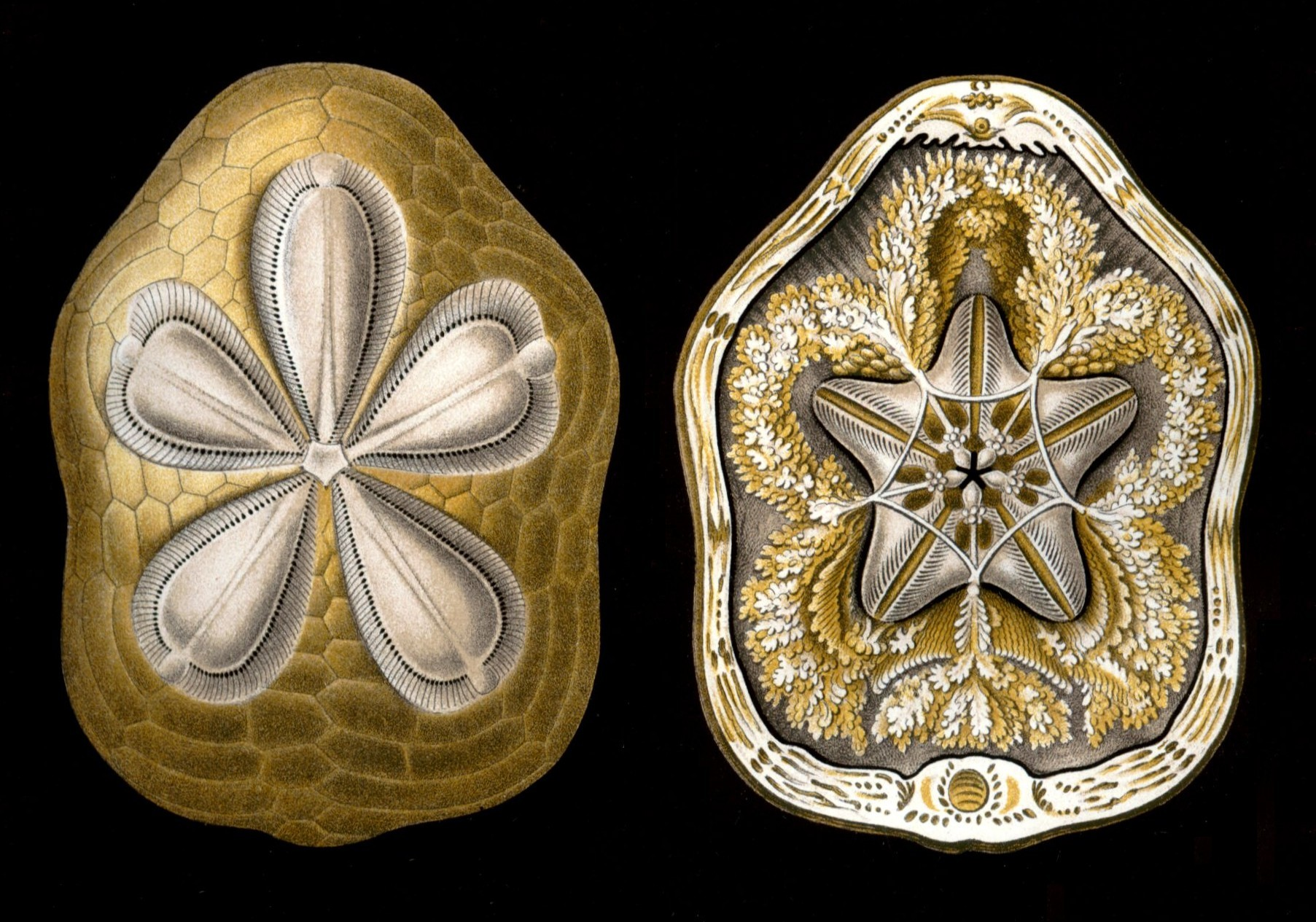
Clypeaster rosaceus (viste aborale e interna), disegnato per Ernst Haeckel in Kunstformen der Natur (1904).
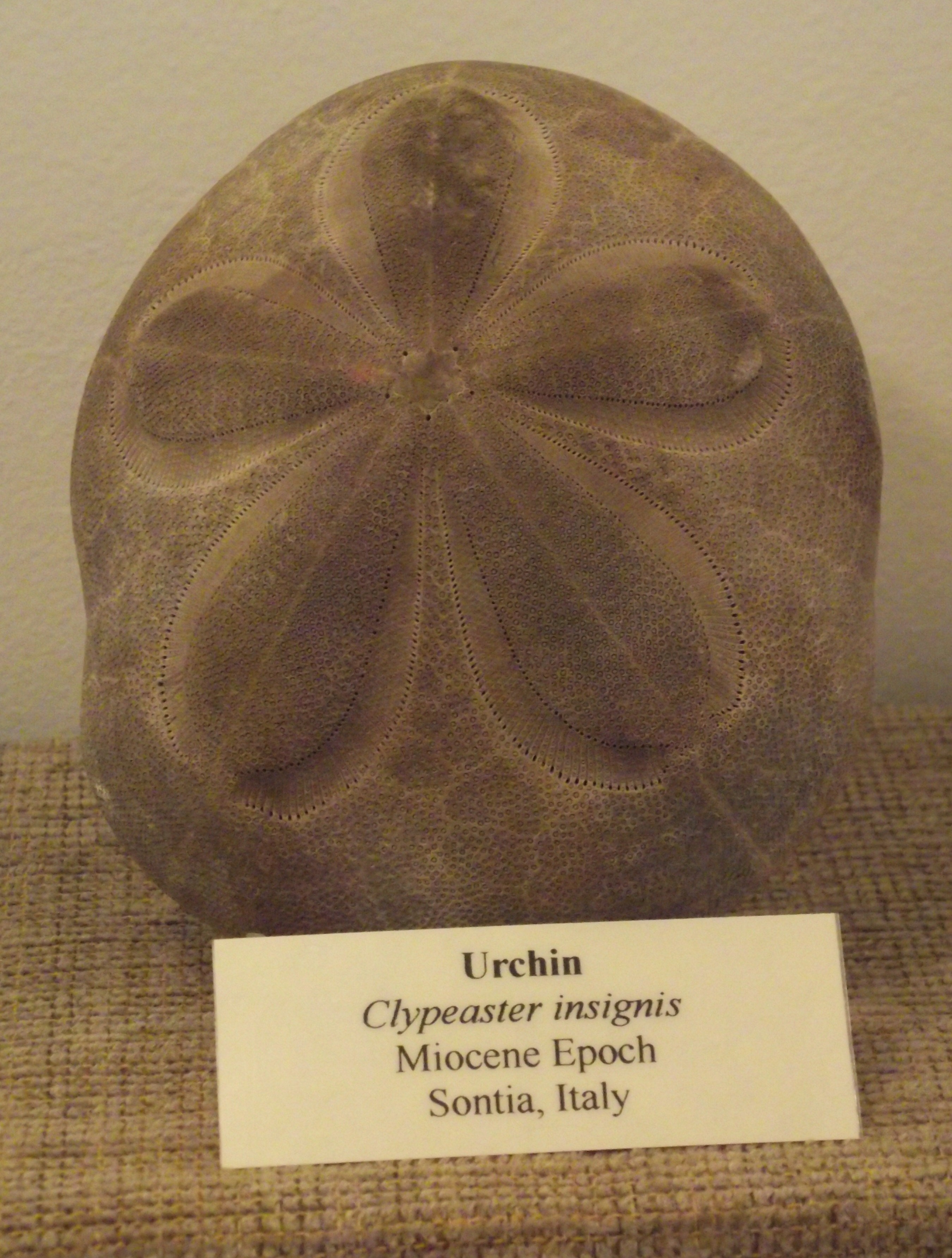
Clypeaster insignis
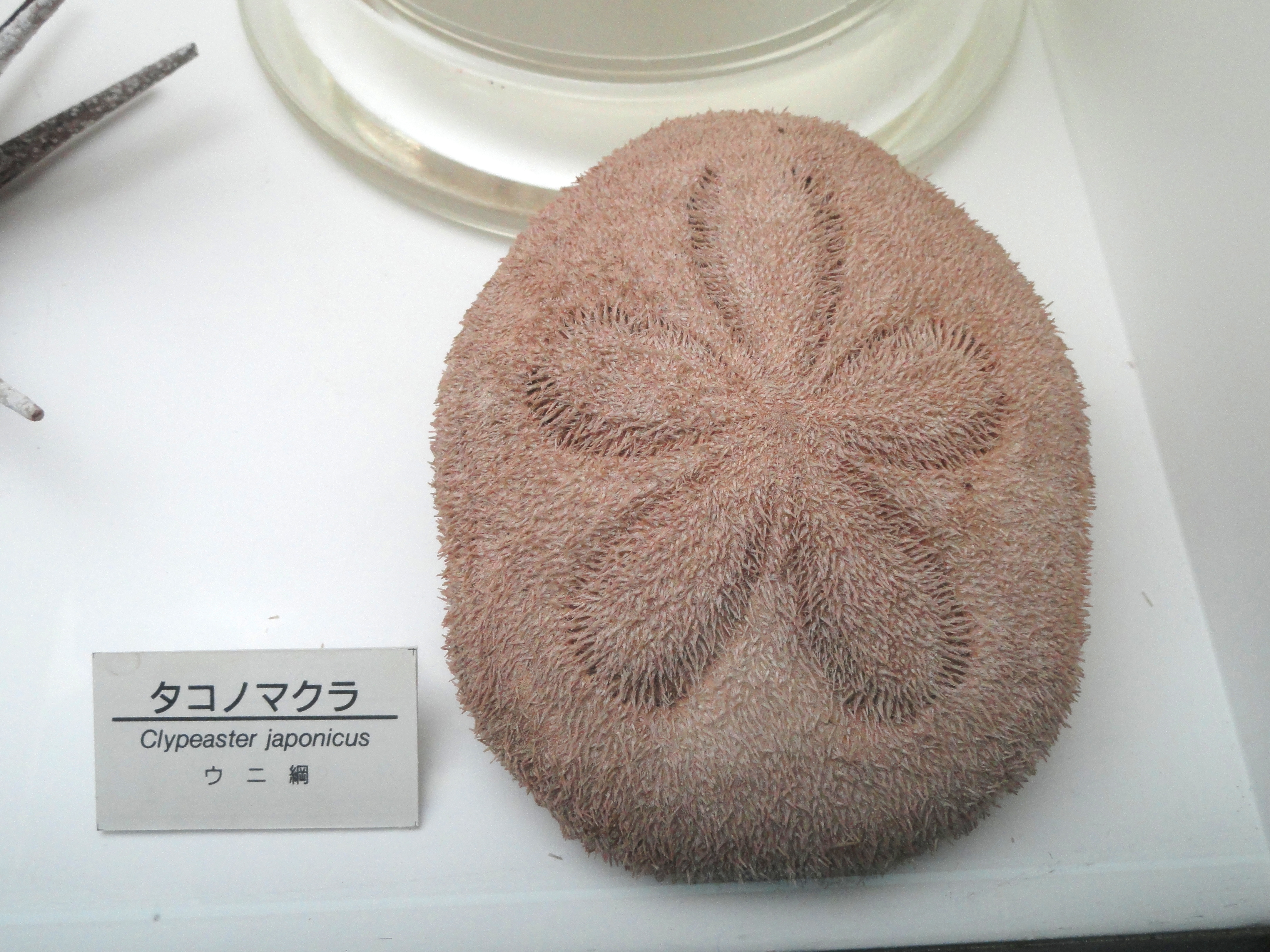
Clypeaster japonicus.